# Џорџ Такеј
Хосато Такеј (енгл. Hosato Takei; (武井 穂郷, Takei Hosato); Лос Анђелес, 20. април 1937), познатији као Џорџ Такеј (енгл. George Takei), амерички је позоришни, филмски и ТВ глумац, јапанског порекла, најпознатији по улози Хикаруа Сулуа у серији Звездане стазе: Оригинална серија, као и у потоњим истоименим филмовима.